# Xirocourt
Xirocourt és un municipi francès situat al departament de Meurthe i Mosel·la i a la regió del Gran Est. L'any 2007 tenia 456 habitants.

## Demografia

### Població
El 2007 la població de fet de Xirocourt era de 456 persones. Hi havia 176 famílies, de les quals 44 eren unipersonals (16 homes vivint sols i 28 dones vivint soles), 56 parelles sense fills, 64 parelles amb fills i 12 famílies monoparentals amb fills.
La població ha evolucionat segons el següent gràfic:
Habitants censats

### Habitatges
El 2007 hi havia 224 habitatges, 180 eren l'habitatge principal de la família, 35 eren segones residències i 9 estaven desocupats. 211 eren cases i 12 eren apartaments. Dels 180 habitatges principals, 156 estaven ocupats pels seus propietaris, 18 estaven llogats i ocupats pels llogaters i 6 estaven cedits a títol gratuït; 1 tenia una cambra, 4 en tenien dues, 25 en tenien tres, 42 en tenien quatre i 108 en tenien cinc o més. 143 habitatges disposaven pel capbaix d'una plaça de pàrquing. A 82 habitatges hi havia un automòbil i a 87 n'hi havia dos o més.

### Piràmide de població
La piràmide de població per edats i sexe el 2009 era:
| Homes | Edats   | Dones |
| ----- | ------- | ----- |
| 0     | 95 o +  | 0     |
| 0     | 90 a 94 | 0     |
| 0     | 85 a 89 | 8     |
| 0     | 80 a 84 | 0     |
| 8     | 75 a 79 | 12    |
| 16    | 70 a 74 | 8     |
| 8     | 65 a 69 | 8     |
| 16    | 60 a 64 | 24    |
| 4     | 55 a 59 | 8     |
| 20    | 50 a 54 | 16    |
| 20    | 45 a 49 | 8     |
| 12    | 40 a 44 | 12    |
| 20    | 35 a 39 | 24    |
| 20    | 30 a 34 | 4     |
| 20    | 25 a 29 | 4     |
| 0     | 20 a 24 | 0     |
| 20    | 15 a 19 | 12    |
| 24    | 10 a 14 | 12    |
| 16    | 5 a 9   | 16    |
| 0     | 0 a 4   | 4     |

## Economia
El 2007 la població en edat de treballar era de 285 persones, 203 eren actives i 82 eren inactives. De les 203 persones actives 189 estaven ocupades (103 homes i 86 dones) i 14 estaven aturades (7 homes i 7 dones). De les 82 persones inactives 26 estaven jubilades, 26 estaven estudiant i 30 estaven classificades com a «altres inactius».

### Ingressos
El 2009 a Xirocourt hi havia 182 unitats fiscals que integraven 466 persones, la mediana anual d'ingressos fiscals per persona era de 18.732 €.

### Activitats econòmiques
Dels 16 establiments que hi havia el 2007, 1 era d'una empresa extractiva, 4 d'empreses de construcció, 3 d'empreses de comerç i reparació d'automòbils, 1 d'una empresa d'hostatgeria i restauració, 2 d'empreses financeres, 1 d'una empresa immobiliària, 3 d'empreses de serveis i 1 d'una empresa classificada com a «altres activitats de serveis».
Dels 6 establiments de servei als particulars que hi havia el 2009, 1 era un taller de reparació d'automòbils i de material agrícola, 1 paleta, 1 guixaire pintor, 2 empreses de construcció i 1 restaurant.
L'any 2000 a Xirocourt hi havia 5 explotacions agrícoles.

## Equipaments sanitaris i escolars
El 2009 hi havia una escola elemental integrada dins d'un grup escolar amb les comunes properes formant una escola dispersa.

## Poblacions més properes
El següent diagrama mostra les poblacions més properes.